# 1340-talet

## Händelser
- 1347 - "Magnus Erikssons landslag" utfärdas. Ungefär samtidigt utkommer "Magnus Erikssons stadslag".

## Födda
- 1340 – Håkan Magnusson, kung av Sverige och kung av Norge.

## Avlidna
- 1343 - Marsilius av Padua, italiensk filosof.
- 1349 - William av Occam, engelsk franciscanermunk och filosof.